# Anadyrsk
Anadyrsk (Russisch: Анадырск) was een ostrog (versterkte houten nederzetting) aan de Anadyr in het zuiden van Tsjoekotka (nu een autonome okroeg van Rusland), in Noordoost-Siberië. De nederzetting lag op ongeveer 300 kilometer stroomopwaarts van Anadyr, nabij het huidige Markovo.
Anadyrsk werd in 1649 gesticht door Semjon Dezjnjov, die er een winteronderkomen (zimovje) liet aanleggen nadat hij het jaar ervoor schipbreuk had geleden op de kust van de Grote Oceaan. In 1650 arriveerden Michail Stadoechin en Semjon Motora er over land vanaf de Kolyma. De route die Stadoechin had gevolgd bleef daarop gedurende ongeveer 100 jaar de belangrijkste route van de Russen tussen de Noordelijke IJszee en de Grote Oceaan. In 1652 nam Koerbat Ivanov de leiding over Anadyrsk over en bouwde er een ostrog. Ook zorgde hij voor verbeteringen in het bestuur. Het onderwerpen van de krijgszuchtige Tsjoektsjen, die zelf druk doende waren hun gebied uit te breiden ten koste van de Joekagieren, Korjaken en de Inuit (die de wrede Tsjoektsjen vreesden; hoewel de Inuit ze soms nog overtroffen), lukte echter niet.
Rond 1697 vormde Anadyrsk de uitvalsbasis voor de verovering van Kamtsjatka door de Siberische Kozakken onder leiding van Vladimir Atlasov. De lokale Tsjoektsjen en Korjaken weigerden zich te onderwerpen aan de Russen en vielen de post een aantal malen tevergeefs aan. Na de openstelling van de zeeroute door Ochotsk naar Kamtsjatka in 1718 nam het belang van Anadyrsk af; er werd alleen nog gehandeld met de Tsjoektsjen. In de jaren 1730 werden twee pogingen ondernomen om de Tsjoektsjen te onderwerpen aan de jasak. De expeditie van Afanasi Sjestakov in 1725 leed echter schipbreuk en hij werd gedood door de Tsjoektsjen. Zijn vervanger, Dmitri Pavloetski, kwam met 400 tot 650 Kozakken, soldaten en Korjaakse en Joekagierse strijders naar Anadyrsk en wist een deel van de Tsjoektsjen te onderwerpen in 1731. De Tsjoektsjen bleven zich echter verzetten en vochten nu ook tegen de Korjaken en Joekagieren. In 1742 vaardigde de Russische Senaat een oekaze uit waarin werd opgeroepen tot de 'uitroeiing' van al 'die onvredevolle Tsjoektsjen' ("на оных немирных чюкч военною оружейною рукою наступить, искоренить вовсе") en tot het verbeteren van veiligheid rond de jasakinwinning.
Pavloetski werd echter na een aantal veldslagen in 1747 gedood toen hij de Korjaken te hulp schoot in hun strijd tegen de Tsjoektsjen in een serie veldslagen waarbij vele doden vielen aan beide zijden. De Tsjoektsjen hadden door de brute opstelling van de Russische troepen, die soms lukraak mensen vermoordden in de Tsjoektsjendorpen, een hekel gekregen aan de Russen en waren nu helemaal niet meer bereid om zich aan te sluiten bij Rusland. Na het verlies van Pavloetski, waarbij ook een deel van het vee van Anadyrsk en een grote hoeveelheid wapens en voorraden werden buitgemaakt door de Tsjoektsjen, haastte de Russische Senaat zich met het sturen van troepen naar Anadyrsk om het te behouden. De daaropvolgende jaren werden gekenmerkt door nog meer vijandelijkheden. In 1763 kwam de van oorsprong Duitse militaire bevelhebber Friedrich Plenisner en stelde de Siberische gouverneur Fjodor Sojmonov voor om de post geleidelijk op te heffen om economische redenen; de hele operatie rond Tsjoekotka had nu al 1.381.007 roebel en 49 kopeken gekost, terwijl er aan jasak en andere belastingen nog maar 29.152 roebel en 54 kopeken was binnengehaald. Hij gaf aan dat vrede met de Tsjoektsjen voordeliger zou zijn voor de staatskas. De Senaat ging akkoord (tsarina Catharina de Grote in 1766) en in 1764 werd begonnen met de terugtrekking van de ongeveer 1000 inwoners uit Anadyrsk (waaronder een garnizoen van 588 man; 303 soldaten en 285 kozakken) naar Nizjnekolymsk en Gizjiga. In 1771 werden het fort en alles eromheen opgeblazen, nadat de kerk was afgebroken en meegenomen naar Nizjnekolymsk.
Daarmee gaven de Russen een groot gebied gewonnen aan de Tsjoektsjen, die de kans te baat namen om de Korjaken terug te drijven tot aan Gizjiga en de Joekagieren tot aan de Kolyma. De Tsjoevanen werden zelfs bijna helemaal geassimileerd. In 1779 wisten de Russen echter gedaan te krijgen dat de Tsjoektsjen zich, zij het met grote autonomie, toch aansloten bij het Russische Rijk (met uitstel van betaling van de jasak). In 1781 werd onder druk van de Russen vrede gesloten met de Korjaken. Tot aan de Russische Revolutie was er echter nauwelijks sprake van Russische macht in het gebied.
George Kennan bezocht de plek in 1866 en schreef dat Anadyrsk bestond uit vier dorpen: Markovo (de centrale plaats), Pokoroekov, Psolkin en Krepost. De plaats telde toen 200 inwoners en een priester. In Krepost ("fort") bevond zich op een hoogte van ongeveer 10 meter boven de rivier het fort van Anadyrsk, dat op dat moment bestond uit een tiental houten blokhutten, waarin geen sporen meer te zien waren van de oudere vesting. Markovo lag ongeveer 15 wersten (16 km) verderop en Pokoroekov nog eens 20 wersten. Kennan noemde het de 'Ultima Thule' van de Russische beschaving.